# آگلائیس
آگلائیس (انگلیسی: Aglais؛ سدهٔ سوم پیش از میلاد) یک موسیقی‌دان یونان باستان بود.
او دختر مگالوکلس یا مگاکلس بود. آگلائیس به عنوان نوازنده حرفه‌ای (ترومپت) در اسکندریه مصر فعال بود. او در مراسم رسمی و جشن‌های عمومی حضوری فعال داشت و به نظر می‌رسد نوازنده معروف زمان خود بوده است. در یکی از مأموریت‌هایش، او در صفوفی با کلاه‌گیس و کلاهخود در ظاهر الهه آتنا حضور یافت.
در حالی که هیچ مدرک مستندی وجود ندارد که ثابت کند او یک هتایرایی بود، او الگوی ملیساریون، مادر شخصیت تخیلی معاصر آریستینیتوس بود.